# 遗念火
遺念火（日语：／）是日本沖繩傳說中的一種鬼火。遺念火不會移動，經常出現在山區的同一個地方。

## 概要
遺念在沖繩有亡靈的意思。傳說遺念火經常以一對的方式出現，有人認為是私奔或殉情的情侣。
在那霸市，遺念火也被稱為トジ・マチャー・ビー（トジ有家庭主婦的意思），傳說有一對感情很好的夫婦，妻子要外出工作經常晚歸，丈夫每天都去接她。直到有一天，有個人妒忌他們的愛情，跟丈夫說：「你的妻子有外遇。」，丈夫聽後，覺得自己受到侮辱，便跑去河邊自殺。妻子回來後，看到丈夫自殺後，自己也去自殺。從此以後那裏就出現過兩次遺念火。